# Coloneşti
Coloneşti es una comuna ubicada en el distrito de Olt, Rumania.

## Superficie
Posee una superficie de 49,17 kilómetros cuadrados.

## Demografía
Hasta 2021 la población era de 1688 habitantes, con una densidad de población de 34,33 habitantes por kilómetro cuadrado.